# Hyundai i30 (GD)
Hyundai i30 (GD) er den anden generation af personbilsmodellen Hyundai i30 fra den koreanske bilfabrikant Hyundai Motor.
Den femdørs hatchbackudgave introduceredes på Frankfurt Motor Show i september 2011 og kom på det danske marked i marts 2012. Dermed afløste modellen efter kun fire et halvt år forgængeren Hyundai i30 (FD). Stationcarversionen udvidede programmet i juni 2012, mens den tredørs hatchbackudgave (Coupé) fulgte i februar 2013.
Ifølge Hyundai bruger i30 blue 1,6 CRDi kun 3,7 liter diesel pr. 100 km og udleder 97 gram CO2 pr. kilometer, hvilket placerer modellen i energiklasse A+.

## Karrosserivarianter
- Femdørs hatchback (oktober 2011 −)
- Femdørs stationcar (juni 2012, og kom i handelen i DK, efteråret 2012 −)
- Tredørs hatchback (Coupé, februar 2013 −)

- Bagfra
- Hyundai i30 stationcar (2012−)
- Bagfra
- Hyundai i30 Coupé (2013−)
- Bagfra

## Teknik
Den under den interne betegnelse GD udviklede og i første omgang i Sydkorea byggede bil deler platform og teknisk basis med Kia cee'd. Hyundai Motor Manufacturing Czech fremstiller i30 i Nošovice, Tjekkiet og disse biler har betegnelsen GDH.